# Вулиця Володимира Короткевича
Ву́лиця Володи́мира Коротке́вича — вулиця в Печерському районі міста Києва, місцевості Звіринець, Бусове поле. Пролягає від Звіринецької вулиці до Садово-Ботанічного провулку.
Прилучається Новоселицька вулиця.

## Історія і забудова
Вулиця виникла у 1-й половині XX століття під назвою 270-та Нова. 1944 року отримала назву вулиця Добролюбова, на честь російського літературного критика Миколи Добролюбова.
Сучасна назва на честь білоруського радянського письменника Володимира Короткевича — з 2023 року.

## Забудова
Вулиця забудована переважно приватними садибами. У 2000-х роках почалася забудова місцевості новими житловими комплексами різної поверховості, зокрема, на вулиці Добролюбова у 2015 році звели п'ятиповерховий будинок (№ 4), який став частиною житлового комплексу преміум-класу «Renaissance Residence».